# Vaginulus rodericensis
Vaginulus rodericensis is een slakkensoort uit de familie van de Veronicellidae. De wetenschappelijke naam van de soort is voor het eerst geldig gepubliceerd in 1876 door Smith.